# Tomohisa Yamashita
Tomohisa Yamashita (山下智久, Yamashita Tomohisa, Funabashi, 9 de abril de 1985) também conhecido como Yamapi (山P, YamaP) é um cantor, compositor, ator, dançarino e apresentador de televisão japonês. Ele é popularmente conhecido por ter sido integrante da boy band News, tendo se retirado em 2011 para seguir carreira solo.
Yamashita é amplamente conhecido por seus muitos dramas populares, como Nobuta Wo Produce, Kurosagi, Proposal Daisakusen, Buzzer Beat, a série Code Blue,  From Five To Nine, 5-ji Kara 9-ji Made: Watashi ni Koi Shita Obōsan e muito mais. Seu último filme, Code Blue: O Filme (2018), foi o filme de maior bilheteria do ano em 2018 e o número 5 em todos os filmes de ação Live-action de maior bilheteria no Japão

## Biografia e carreira

### 1985–2002: Primeiros anos, Johnny's Junior e estreia como ator
Yamashita nasceu em Funabashi, Chiba, Japão. Seus pais se separaram quando ele era criança e ele e sua irmã mais nova foram criados principalmente por sua mãe.
Yamashita ficou motivado a enviar sua inscrição para a agência de talentos Johnny & Associates, depois de assistir a um dos dramas televisivos de Takizawa Hideaki e aspirou a aparecer na televisão assim como Takizawa. Ele enviou inscrições para muitas agências, mas apenas Johnny & Associates o chamou para uma audição, no qual foi bem sucedido e juntou-se a mesma em 1996 aos onze anos de idade. Ele começou suas atividades como trainee em um grupo chamado Johnny's Jr. O grupo realizava aparições em programas musicais como dançarinos de apoio de seus veteranos, além de aparecer no programa Shounen Club da emissora NHK. Vários anos depois de entrar na agência, Yamashita tornou-se um dos membros mais populares. Depois que Takizawa Hideaki estreou como o duo-grupo Tackey & Tsubasa em 2003, Yamashita foi nomeado o líder do Johnny's Jr. 
Yamashita fez sua estreia como ator em 1998 em Shonentachi da emissora NHK. Em 1999, ele participou de outras produções e ganhou maior popularidade após aparecer em Ikebukuro West Gate Park pela emissora TBS em 2000. 

### 2003–2009: Membro do News e crescimento de popularidade na atuação
Em setembro de 2003, aos dezoito anos, Yamashita foi um dos membros do Johnny's Jr a ser escolhido para fazer parte do grupo idol News, que estreou formalmente em 12 de maio de 2004. Yamashita era frequentemente referido como o líder do grupo, entretanto, seus membros, incluindo o próprio, declararam que ele não era o líder de fato. Ainda durante o ano de 2004, ele se formou no curso de artes cênicas da Horikoshi Gakuen para alunos do ensino médio.
Em abril de 2005, o News lançou seu álbum de estúdio de estreia, que atingiu o topo da tabela musical Oricon Albums Chart.
 Em novembro mesmo ano, Yamashita juntamente com Kazuya Kamenashi, lançou o single "Seishun Amigo", como parte da trilha sonora do drama televisivo Nobuta wo Produce da NTV, estrelado por ambos e que liderou as paradas anuais da Oricon no ano de 2005. "Seishun Amigo" vendeu mais de 1,5 milhão de cópias e é o single mais vendido de Yamashita até o momento. Em 2006, estrelou o drama televisivo Kurosagi da TBS, seu primeiro protagonista. Além disso, ele também realizou sua estreia como cantor solo através da trilha sonora de Kurosagi, com "Daite Senorita", que vendeu mais de 800.000 cópias. Em 2007 e 2008, Yamashita continuou a integrar as atividades do News e a se concentrar na atuação. Ele atuou como um viajante do tempo na premiada comédia romântica Proposal Daisakusen (2007) da Fuji TV e como um médico de bordo no drama médico Code Blue (2008) também da Fuji TV. Yamashita realizou ainda sua estreia principal no cinema com a respectiva sequência em filme de Kurosai, intitulado Eiga: Kurosagi em 2008, neste mesmo ano, se formou pela Universidade de Meiji no curso de Comércio (com especialização em marketing) e se classificou no topo da lista anual de celebridades japonesas com menos de 30 anos da Nikkei Entertainment, devido às suas realizações em vários campos do entretenimento.

## Discografia
- Supergood, Superbad (2011)
- Ero (2012)
- A Nude (2013)
- Asobi (2014)
- You (2014)
- YAMA-P (2016)
- Unleashed (2018)
- Sweet Vision (2023)

## Filmografia

### Cinema
| Ano  | Título                | Personagem        | Notas            |
| ---- | --------------------- | ----------------- | ---------------- |
| 1996 | Shinrei no Surfer Shi | Extra             | Aparição         |
| 2008 | Eiga: Kurosagi        | Kurosaki          | Ator principal   |
| 2011 | Ashita no Joe         | Joe Yabuki        | Ator principal   |
| 2014 | Kinkyori Renai        | Haruka Sakurai    | Ator principal   |
| 2016 | Terraformars          | Muto Jin          | Ator coadjuvante |
| 2018 | Code Blue The Movie   | Aizawa Kousaku    | Ator principal   |
| 2019 | Cyber Mission         | Takashi Mori      | Ator coadjuvante |
| 2022 | The Man from Toronto  | O Homem de Tóquio | Ator coadjuvante |

### Televisão
| Ano  | Título                                                                  | Personagem                   | Notas                      |
| ---- | ----------------------------------------------------------------------- | ---------------------------- | -------------------------- |
| 1998 | Shōnentachi                                                             | Kakuda Shinya                | Minissérie                 |
| 1999 | Nekketsu Renaidō                                                        |                              | Episódio 7                 |
| 1999 | P.P.O.I                                                                 | Taira Amano                  | Minissérie                 |
| 1999 | Kowai Nichiyōbi                                                         |                              | Episódio 13                |
| 1999 | Kiken na Kankei                                                         | Satoshi Miyabe               | Episódios 10-11            |
| 2000 | Ikebukuro West Gate Park                                                | Shun Mizuno                  | Ator coadjuvante           |
| 2000 | Shijō Saiaku no Date                                                    | Yuki Okumura                 | Episódio 1                 |
| 2000 | All Star Chūshingura Matsuri                                            | Takumi Asano                 |                            |
| 2001 | Kabachitare!                                                            | Yūta Tamura                  | Ator coadjuvante           |
| 2001 | Shounen wa Tori ni Natta                                                | Ken Nagashima                | Telefilme; Ator principal  |
| 2002 | Long Love Letter                                                        | Tadashi Otomo                | Ator coadjuvante           |
| 2002 | Lunch no Joō                                                            | Kōshirō Nabeshima            | Ator coadjuvante           |
| 2003 | Stand Up!!                                                              | Kengo Iwasaki                | Ator coadjuvante           |
| 2003 | Budo no Ki                                                              | Yōsuke Shindō                | Especial, Ator principal   |
| 2004 | Engimono 9: Kuruizaki Virgin Road                                       | Hajime                       | Ator principal             |
| 2004 | Sore wa, Totsuzen, Arashi no you ni...                                  | Takuma Fukazawa              | Ator coadjuvante           |
| 2005 | Dragon Zakura                                                           | Yūsuke Yajima                | Ator coadjuvante           |
| 2005 | Nobuta wo Produce                                                       | Akira Kusano                 |                            |
| 2006 | Kurosagi                                                                | Kurosaki                     |                            |
| 2007 | Byakkotai                                                               | Shintarō Sakai; Mineji Sakai | Minissérie; Ator principal |
| 2007 | Proposal Daisakusen                                                     | Ken Iwase                    | Ator principal             |
| 2008 | Proposal Daisakusen SP                                                  | Ken Iwase                    | Especial; Ator principal   |
| 2008 | Code Blue                                                               | Kōsaku Aizawa                | Ator principal             |
| 2009 | Code Blue SP                                                            | Kōsaku Aizawa                | Especial; Ator principal   |
| 2009 | Buzzer Beat                                                             | Naoki Kamiya                 | Ator principal             |
| 2010 | Code Blue season 2                                                      | Kōsaku Aizawa                | 2 Temporada                |
| 2012 | Saikō no Jinsei no Owarikata: Ending Planner                            | Masato Ihara                 | Ator principal             |
| 2012 | Tomohisa Yamashita Route 66: Tatta Hitori no America                    | Si mesmo                     |                            |
| 2012 | Honto ni Atta Kowai Hanashi: Akai Tsume                                 | Akiyoshi Ishida              | Especial, Ator principal   |
| 2012 | Monsters                                                                | Kōsuke Saionji               |                            |
| 2013 | Summer Nude                                                             | Mikuriya Asahi               | Ator principal             |
| 2013 | Kindaichi Kōsuke VS Akechi Kogorō SP1                                   | Kōsuke Kindaichi             | Especial                   |
| 2013 | Dokushin Kizoku                                                         | Si mesmo                     | Convidado                  |
| 2014 | Kindaichi Kōsuke VS Akechi Kogorō Futatabi SP2                          | Kōsuke Kindaichi             | Special:                   |
| 2014 | Kinkyori Renai ~Season Zero~                                            | Sakurai Haruka (adulto)      |                            |
| 2014 | Naze Shōjo wa Kioku o Ushinawanakereba Naranakatta no ka?               | Saku Narumi                  | Special:                   |
| 2015 | Algernon ni Hanataba o                                                  | Sakuto Shiratori             |                            |
| 2015 | Naze Kazoku wa Kesareta no ka ~ Kokoro wo Ayatsuru Kyofu no Psychopath~ | Saku Narumi                  | Especial                   |
| 2015 | 5-ji Kara 9-ji Made (From 5 to 9)                                       | Takane Hoshikawa             |                            |
| 2017 | Boku, Unmei no Hito desu                                                | Mysterious Man / God         | Ator coadjuvante           |
| 2017 | Code Blue season 3                                                      | Kōsaku Aizawa                | 3 Temporada                |
| 2019 | IN HAND                                                                 | Himokura Tetsu               | Ator principal             |

## Turnês
- Short but Sweet (2009)
- Asia Tour 2011 Super Good Super Bad (2011)
- Ero P national Arena tour (2012)
- A Nude national Hall & Arena tour (2013)
- Future Fantasy National Hall Tour (2016)
- Future Fantasy in YOYOGI (2016)
- UNLEASHED ~ Feel the love~ (2018)

## Prêmios
- 11º Nikkan Sports Drama Grand Prix (Abril-Junho 07): Melhor ator para "Proposal Daisakusen".
- 9º Nikkan Sports Drama Grand Prix (2005-2006): Melhor ator para "Nobuta wo Produce".
- 4º Nikkan Sports Drama Grand Prix (2000-2001): Revelação para "Ikebukuro West Gate Park".
- Annual Junior Awards: 'Melhor Namorado', 'Bonito', etc. (2000).